# Артур Комптон
Артур Холи Комптон (енгл. Arthur Holly Compton; Вустер, 10. септембар 1892 — Беркли, 15. март 1962) био је амерички физичар који је добио Нобелову награду за физику за проналазак Комптоновог ефекта 1922. године. Комптонов ефекат је промена таласне дужине високоенергијског електромагнетног зрачења приликом расејања са електрона. Откриће Комптоновог ефекта је потврдило да електромагнетно зрачење има и таласне и честичне особине (таласно-честични дуализам), што је једно од основних начела квантне теорије.

## Биографија
Рођен је у Вустеру, Охајо; образовао се на Вустер колеџу и Универзитету Принстон, предавао је на универзитету у Минесоти а 2 године је био истраживачки радник друштва Вестингхаус. Године 1923. постаје професор физике на универзитету у Чикагу. Док је био на Универзитету у Чикагу, управљао је лабораторијом у којој је извршена прва нуклеарна ланчана реакција (Енрико Ферми- 1942). Суделовао је на изради атомске бомбе. 1945—1953 ректор је универзитета у Вашингтону а од 1954. је радио као професор филозофије.

## Истраживања
Комптон се бавио проучавањем рендгенског зрачења, као и проучавањем космичког зрачења. 1941. године у позицији вође строго тајног пројекта покушавао је да рачунски одреди смештање урана у графит за развијање ланчане реакције. Поред тога је учествовао у конструкцији првог реактора и у пројекту атомске бомбе.

## Став према атомској бомби
Комптон је био убеђен да САД мора да начини све да би спречила да се атомска бомба не нађе у рукама тоталитарних режима. Године 1946. „Морални значај атомске бомбе” (The Moral Meaning of the Atomic Bomb) написао је као препоруке како да се обезбеди мир у свету. По њему, ваздушне снаге које су снабдевене атомским бомбама треба да се разместе свугде по свету и то брзо јер ће монопол Америке на атомско наоружање кратко трајати. Сматрао је да је дужност САД да одржава одређену светску политику мира.

## Чланци
- Compton, Arthur, A Quantum Theory of the Scattering of X-Rays by Light Elements Архивирано на веб-сајту  (6. фебруар 2007). (aip.org)